# ‘Afula
‘Afula (hebreiska: עפולה) är en ort i Israel.   Den ligger i distriktet Norra distriktet, i den norra delen av landet. ‘Afula ligger 62 meter över havet och antalet invånare är 41 293.
Terrängen runt ‘Afula är platt åt sydväst, men åt nordost är den kuperad.Runt ‘Afula är det ganska tätbefolkat, med 80 invånare per kvadratkilometer. Närmaste större samhälle är Nasaret, 10,1 km norr om ‘Afula. Trakten runt ‘Afula består till största delen av jordbruksmark.